# Anarta rupestris
Anarta rupestris är en fjärilsart som beskrevs av Jacob Hübner 1827. Anarta rupestris ingår i släktet Anarta och familjen nattflyn. Inga underarter finns listade i Catalogue of Life.